# Hyalonema schmidti
Hyalonema schmidti är en svampdjursart som beskrevs av Schulze 1899. Hyalonema schmidti ingår i släktet Hyalonema och familjen Hyalonematidae. Inga underarter finns listade i Catalogue of Life.